# 蒙山大佛
蒙山大佛，也称晋阳西山大佛，是一尊位于山西省太原市晋源区寺底村西北的蒙山中的摩崖大佛，现为太原市文物保护单位。蒙山大佛开凿于北齐天保年间，本是蒙山开化寺后的摩崖佛像。唐高祖李渊、唐高宗李治与皇后武则天、后唐武皇帝李克用、后汉高祖劉知遠都曾来此礼佛。元朝末年，蒙山大佛被毁。1980年的太原市地名普查中，蒙山大佛被重新发现，发现时佛头已不知去向，佛身埋在土石之中，风化严重。古籍记载，蒙山大佛高二百尺（合今制59米）。根据实际测量，蒙山大佛两腿底部至颈部高约30米，按比例估计原来的佛头高约10米，加上后世重修时补筑的基座高6米，蒙山大佛原本的高度大约为46米。2007年起，太原市对蒙山大佛进行了保护和开发，加固了佛身，并参考太原出土的北齐佛头新修了高12米的佛头。2008年10月，蒙山大佛景区向公众开放。

## 历史

### 修建
蒙山大佛本是开化寺后的佛像。开化寺建于北齐天保二年（公元559年），北齊文宣帝高洋赐额“开化寺”。寺后凿石修路，在寺后一里处依山凿刻佛像，即蒙山大佛。当时太原被称为晋阳，是北齐王朝的陪都。北齐太祖高欢在此创业，击败尔朱荣，后来实际掌控东魏朝政，为北齐的建立打下基础。此后北齐各代帝王常往来于首都邺城和别都晋阳之间，相当重视对晋阳的建设。按照五代苏禹珪《重修蒙山开化寺庄严阁记》中的记载，《北齊書》等史料中北齐后主高纬“鑿晉陽西山為大佛像，一夜然油萬盆，光照宮內”说的就是蒙山开化寺大佛。因此，蒙山大佛有时也被称为“晋阳西山大佛”。
蒙山大佛开凿的年代存在争议。一种观点根据《永乐大典》中《太原志·太原县》的记载，认为蒙山大佛的开凿始于北齐天保二年。另一种观点根据明嘉靖《太原县志》、明成化《山西通志》的记载，认为蒙山大佛的开凿在开化寺建寺之后，即晚于天保二年。有研究者根据五代苏禹珪《重修蒙山开化寺庄严阁记》中所述“北齐文宣帝天保末年，凿石通蹊，依山刻像”，认为蒙山大佛的开凿始于天保十年（公元559年）。研究者据《北史》中后主高纬“鑿晉陽西山為大佛像，一夜然油萬盆，光照宮內”的记载，认定蒙山大佛完工于后主高纬时；又根据宋人记载中蒙山曾有北齐天统五年三月撰《蒙山碑》、《北史》天统五年三四月间北齐后主身在晋阳且有重要佛事举行，推定蒙山大佛的完工时间就是北齐天统五年（公元569年）。

### 增修至毁废

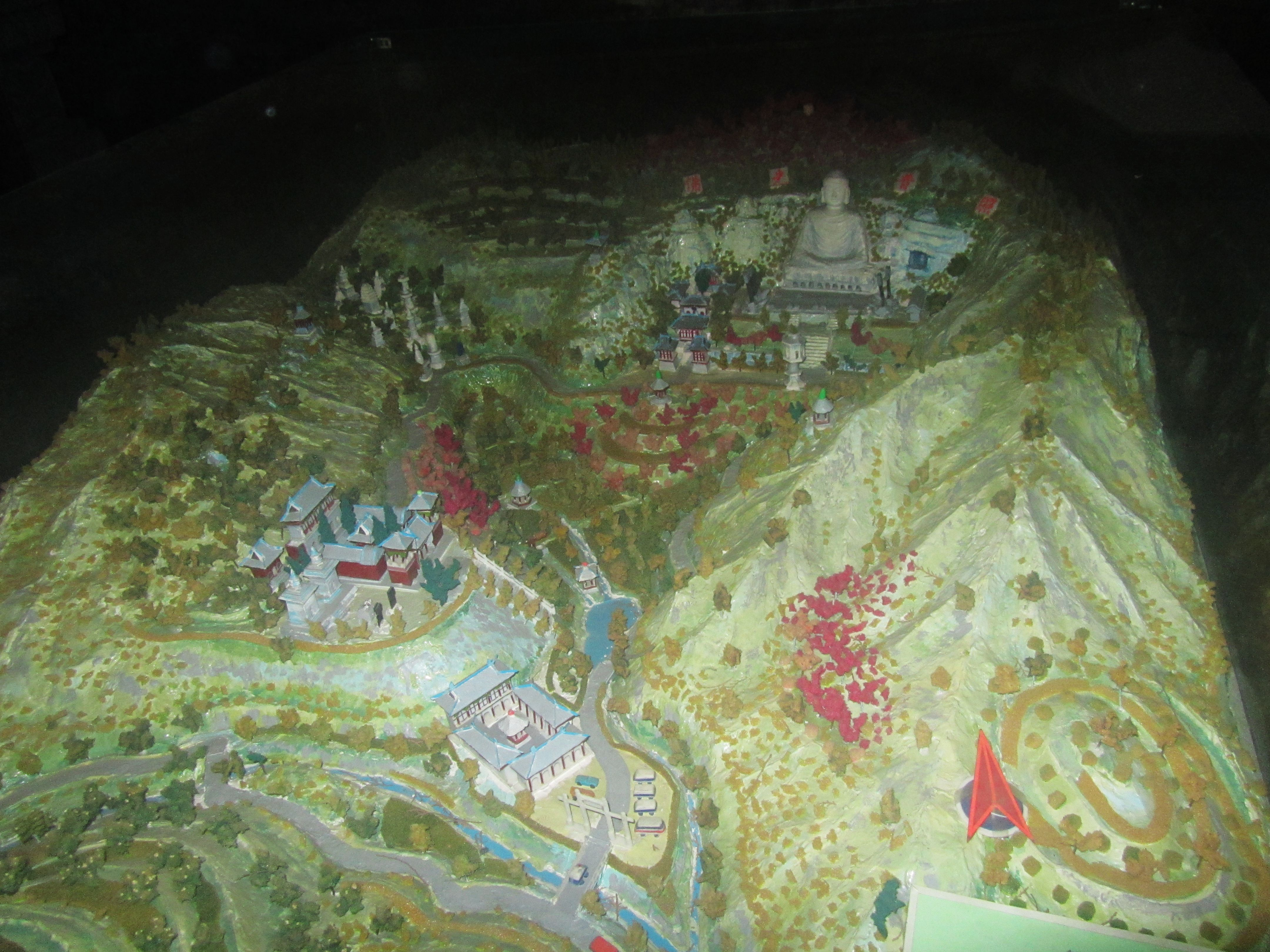
晋源文庙（太原县文庙）大成殿内的蒙山大佛景区模型，图中可见蒙山大佛、开化寺及连理塔

隋朝仁寿年初，开化寺中新建佛阁以保护大佛，并改名为净明寺。唐代武德三年（公元620年），唐高祖李渊曾来此礼佛，并将寺名改回开化寺。另一说李渊礼佛是在称帝之前，礼佛回去后当夜“梦化佛满空，毫光数丈”，登基后李渊将寺名改为开化寺。唐显庆二年（公元657年），唐高宗李治巡幸并州，与皇后武则天同游童子寺、开化寺，童子寺佛像高一百七十多尺，开化寺大佛高二百尺，李治与武皇后、妃嫔、宫人施舍了很多珠宝、财物、衣服。唐会昌四年（公元844年），开化寺佛阁在武宗灭佛中废毁，蒙山大佛遂暴露在风雨中。唐乾宁二年（公元895年），盘踞并州的河東節度使、后来追封后唐武皇帝的晋王李克用参拜蒙山大佛后，命人重建开化寺佛阁。历经五年，佛阁终于建成。后晋开运二年（公元945年），镇守太原的北平王、后来的后汉高祖劉知遠到开化寺焚香礼佛后，出资重修佛像和佛阁，留有苏禹珪所撰《重修蒙山开化寺庄严阁记》。北宋淳化元年（公元990年），开化寺中新修二座高二丈释迦如来舍利塔（即今开化寺连理塔）。元朝末年，开化寺毁废，只有僧房舍利塔尚在。通常认为，蒙山大佛在这时一齐被毁。明洪武十八年（公元1385年）晋恭王朱棡重建开化寺，开化寺改名为法华寺。

### 重新发现
1980年至1983年间，参加地名普查的市政工作人员王剑霓重新发现了蒙山大佛。王剑霓1980年10月被抽调参加地名普查，其祖父王建屏是山西佛协会创始人，在抗日战争时期曾担任山西佛教会会长。王剑霓幼时曾听祖父讲过太原西山大佛的故事。调查地名时，王剑霓发现太原蒙山一带有很多带“寺”字的地名，还有一处地名叫做“大肚崖”，觉得非常奇怪。实地调查时，他发现“大肚崖”其实是蒙山大佛的胸部，大佛的头部已经遗失，露出的胸部高度为15.75米，胸部以下埋在土石之中，土石厚达数十米。佛像背后的山崖顶上的平地还有绵延大约五百米的古建筑遗迹。1983年12月11日，《人民日报》的“简讯”中报道了这一消息。2000年9月21日，蒙山大佛被列入第二批太原市文物保护单位。

## 遗存

加固佛身、新修佛头之前的蒙山大佛

蒙山大佛为利用陡直崖壁开凿而成，位于蒙山近山顶处。佛龛为摩崖敞口式，宽29.60米，进深17米，平面大约为半椭圆形。佛像头部已经遗失，山与颈部平齐，研究者推测当时此处很可能有自然突起的岩石，开凿时将它刻成佛头。佛像背后的山崖有大片平地，上有寺院遗址，散落有残碎砖瓦，还有刻着“杭州天目山峰彻禅师”的断碣。蒙山大佛为单体佛像，龛内外没有胁侍像的遗迹。
大佛头部遗失。颈部直径5米，高2米余，有三条阴刻项线。颈部至腹部高22米，两肘间距22.70米。两肩平而宽，胸胛肥厚，身形壮硕。由于大佛的岩体为疏松的砂岩，风化、崩塌相当严重，佛像衣纹服饰已无法辨认。佛像的胸部存有若干排小方孔，据推测为重修大佛时留下的遗迹。佛像小臂长12米、宽2.80米，保存较为完好。佛像施禅定印。右手长3.10米，手掌及小指尚存；左手已残。两手之下为条石补砌的双腿，高3米，结跏趺坐式。腿下为条石台基。双腿和台基均为重修大佛时砌。研究者认为，佛像原来的坐姿虽未必是重修时的结跏趺坐，但是由两手的禅定印判断很可能就是结跏趺坐式。宿白根据清理前的遗迹推断蒙山大佛是倚坐的弥勒佛。然而，清理之后的佛像施禅定印，结跏趺坐，并不是倚坐的佛像。后来的研究者认为，蒙山大佛可能是释迦佛。理由之一是《重修蒙山开化寺庄严阁记》提到“成招提之胜因，侔释迦之真相”；另一个理由是北魏开凿的云冈石窟第20窟的释迦佛也施禅定印，结跏趺坐，与蒙山大佛相同。
蒙山大佛自双腿下部至颈高约30米。研究者按照双肩宽度18米估计佛像头部高度大约十米左右，即蒙山大佛通高为40米，加上后世重修时增砌的6米高的基座，总高度大约46米。这与史籍的记载有所不同。唐代的《冥報記輯書》记载蒙山开化寺大佛高二百尺。按唐代一尺合现代0.295米，唐代记载中蒙山大佛的高度为59米，比蒙山大佛的实际高度多十几米。一些媒体按现代一尺合0.33米计算，得出蒙山大佛的高度为66米；也有媒体计算为63米；还有媒体称蒙山大佛“通高（大佛站立高度）66米”。这些媒体由此认定，蒙山大佛比55米高的阿富汗巴米揚大佛还要高。甚至有媒体声称，蒙山大佛与乐山大佛、巴米扬大佛齐名，并根据三者的高度关系（认为蒙山大佛高66米）将蒙山大佛称为“世界第二大石佛”。
大佛前的平台上存有面阔三间（约15米）的建筑遗迹，门墩石和地栿尚在，研究者判断建筑年代可能晚于五代。建筑遗迹北面存有一龟趺，碑已失。佛龛西侧壁上存有若干小石洞，是修建佛阁时嵌入樑檩所用。大佛龛外东侧，崖面上还有一块摩崖碑刻和二个洞窟的遗存。摩崖碑刻大约处在大佛胸部的高度上，为长方形，高2.50米，宽1.85米，是预先雕刻成之后嵌在山崖上的，文字已漫漶不清，只能判断出刻的是佛经，无法确知是哪一部经。摩崖碑刻东侧的小窟高、宽都在1米左右，因岩石崩塌，此窟已被破坏。小窟的东边是一平面为方形的大窟，面阔2.97米，进深2.99米，高2.94米，四角攒尖顶。长方形的窟门高1.74米、宽0.97米、深0.52米，门两侧雕有石柱，石柱上雕出栌斗，栌斗之上是雕刻的阑额，阑额的斗栱为一斗三升式，柱间斗栱为人字形叉手。叉手为弧形，向外撇出，尾端微微上翘。结合四角攒尖顶、人字形叉手尾端上翘两个特征，研究者认为此窟可能开凿于北齐。窟内为素壁，并无龛像，属于禅窟，窟内残存有清康熙四十六年的题记。

## 保护与开发
1994年，大佛所在的寺底村计划开发蒙山大佛旅游，为此筹集了十万元人民币的资金，但是后来寺底村决定用这笔钱投资煤矿，开发蒙山大佛一事搁置下来。2003年至2004年，太原市政府也曾有意开发蒙山大佛。2005年，寺底村的村办煤矿被关停，寺底村再次计划开发蒙山大佛旅游，先清理了覆盖佛身的土石。随后，寺底村筹集资金，打算为蒙山大佛补上一颗佛头。2006年9月，新修佛头的工程开工了。按照寺底村的计划，先要在大佛佛头的位置挖一个坑，打上混凝土基础，再在其上新建钢筋混凝土材质的佛头，工程预计在2007年5月完工。2007年1月，寺底村的重修过程被紧急叫停，原因是政府认定用水泥修复佛像不符合文物保护的原则。太原市晋源区政府请来了中国地质大学的专家勘测蒙山大佛所在的山体，并重新制订了大佛的保护、重修计划。重新制订的方案是：在佛身上选几个点，将拧起来的几根钢筋打入，灌入水泥，以固定岩体，防止塌落；新修佛头选用新型材料，看起来像岩石，但远比岩石轻。新修的佛头高12米，直径8米，重140吨左右，风格参考了当地出土的北齐佛像。加固佛身时共计灌浆450吨以上。2008年1月，佛头安放完毕。2008年10月7日，完成修复的蒙山大佛景区向公众开放。同年11月，太原市物价局召开会议，讨论蒙山大佛景区的定价问题，初步的方案是门票90元人民币。不过，最终蒙山大佛还是维持免费开放。蒙山大佛附近有煤炭、石灰石等矿藏，多年的开采导致蒙山大佛附近出现采空区，威胁着蒙山大佛的安全。2008年至2011年，太原市先后共申请到2.11亿元人民币用于蒙山地质治理。治理恢复了荒山、荒坡的植被，也基本消除了地质灾害隐患。
2011年2月，太原市的39名政协委员同1名全国人大代表联名提议，建议政府及早着手修复蒙山另外八尊大佛。他们认为，蒙山大佛两侧的山体上各有四尊未修复的佛身，连同已经重修的蒙山大佛，共是九尊大佛。提案中列举了六条理由，例如可以“吸引全世界的佛教徒来太原朝拜”、修复九尊佛后蒙山“将超过美国总统山的规模”、经专家研究考察“蒙山大佛的保护开发利国利民利世界”等。
2013年10月1日，蒙山大佛披上了一件金色僧袍。此事经报道后，有媒体质疑此举是为了遮羞，是为了用僧袍遮住风化严重的佛身。10月9日，蒙山大佛景区将大佛的僧袍取下。景区负责人表示蒙山大佛的修复是“修旧如旧”，穿僧袍绝不是遮羞；穿僧袍和与泰国的交流活动有关，披僧袍是活动主办方提出的，僧袍并非临时制成，是5年前捐赠的；取下僧袍是因为那一天风大，害怕僧袍被风刮坏。